# Victor de Broglie (1785-1870)

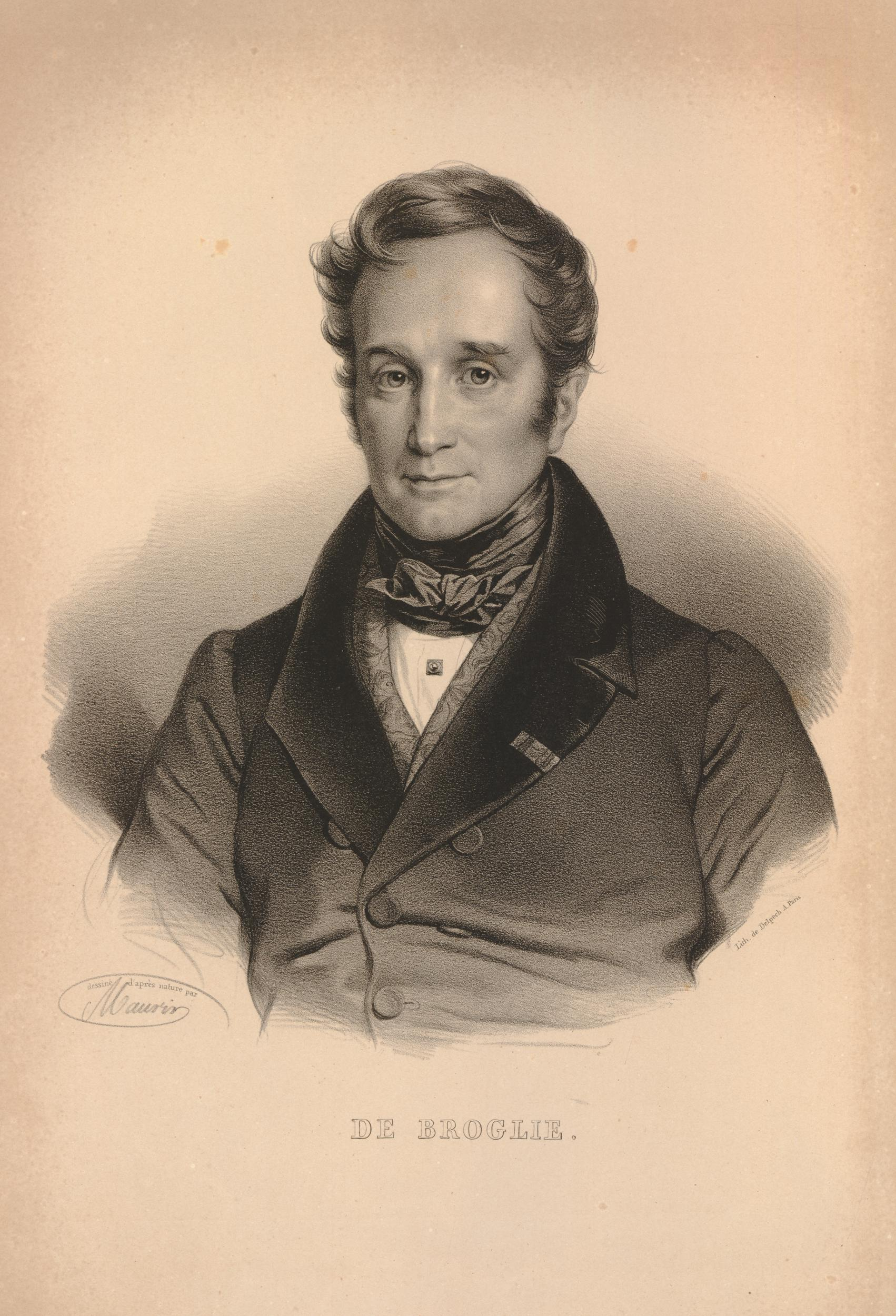
Victor de Broglie

Achille-Charles-Léonce-Victor, 3e hertog de Broglie [də ˈbrɔj] (Parijs, 28 november 1785 - aldaar, 26 januari 1870) was een Frans politicus en diplomaat.
Victor de Broglie was de zoon van de Franse revolutionair Charles-Louis-Victor, prins de Broglie, die in 1794 werd onthoofd met de guillotine. Victor de Broglie vluchtte samen met zijn moeder naar Zwitserland waar zij tot de val van Robespierre bleef. In 1796 trouwde zijn moeder met Marc-René-Voyer de Paulmy, markies d'Argenson. Zijn stiefvader voedde hem in gematigd liberale zin op. Met het overlijden van zijn grootvader, Victor-François, 2de hertog de Broglie in 1804, werd hij de 3e hertog de Broglie.

## Politieke carrière
In 1809 werd Victor de Broglie lid van de Staatsraad, waarvan keizer Napoleon I de voorzitter was. Napoleon zond hem als diplomaat naar Wenen, Praag en Warschau.
Na de val van Napoleon in 1814, werd De Broglie pair van Frankrijk en nam hij zitting in de Kamer van Pairs (een soort Hogerhuis). Na de Honderd Dagen (1815) stemde hij tegen de veroordeling van maarschalk Michel Ney (die zich tijdens de Honderd Dagen achter Napoleon had geschaard). Desondanks werd Ney veroordeeld en terechtgesteld. De Broglie's stem tegen de veroordeling werd gezien als een oppositionele daad tegen koning Lodewijk XVIII en hij week tijdelijk uit naar het buitenland. Op 15 februari 1816 trouwde hij met Albertine, barones de Staël von Holstein, dochter van Madame de Staël. Kort daarop keerde hij naar Parijs terug, maar bleef op de achtergrond tot 1817 toen hij voor de gematigden (die oppositie voerden tegen de ultraroyalisten) in de Kamer van Afgevaardigden werd gekozen.
Tijdens het koningschap van Karel X (1824-1830) voerde hij samen met andere liberalen, w.o. Pierre Paul Royer-Collard en François Guizot felle oppositie tegen de reactionaire maatregelen van de vorst.

## Eerste premierschap
Na de Julirevolutie werd De Broglie op 30 juli 1830 voorlopig minister van Binnenlandse Zaken en op 11 augustus minister van Onderwijs en Openbare Eredienst. Op 9 augustus 1830 werd hij minister-president. Zijn regering was van korte duur en op 2 november 1830 trad hij af.
Na zijn premierschap was hij van 11 oktober 1832 tot april 1834 en van november 1834 tot februari 1836 minister van Buitenlandse Zaken.
Als minister van Buitenlandse Zaken nam De Broglie het besluit tot de bezetting van Antwerpen om zo die stad veilig te stellen voor een eventuele Nederlandse aanval.

## Tweede premierschap
Van 12 maart 1835 tot 22 februari 1836 was De Broglie voor de tweede maal minister-president. Met Engeland sloot hij een alliantie en zocht hij naar mogelijkheden om de slavernij te verbieden. Zijn kabinet kwam ten val nadat een plan voor belastingverlaging met vijf procent was verworpen door de Kamer van Afgevaardigden.

## Latere jaren
In 1847 werd De Broglie ambassadeur in Londen. Aan zijn ambassadeurschap kwam met de revolutie van 1848 een einde toen de monarchie onder koning Lodewijk Filips werd afgeschaft. De Broglie was altijd een voorstander geweest van een liberale monarchie, omdat hij vond dat dit het beste bij de Franse volksaard paste. Toch betekende dit niet het einde van De Broglies politieke carrière, omdat hij in de nieuwe republikeinse Nationale Vergadering werd gekozen. Hij maakte deel uit van de groep gematigd conservatieve liberalen die vooral sterk gekant waren tegen het opkomend socialisme.
Nadat Lodewijk Napoleon Bonaparte, de Franse president, op 2 december 1851 een coup had gepleegd en de monarchie onder het Huis Bonaparte herstelde, stapte De Broglie uit de politiek. Hij legde zich sindsdien toe op het schrijven van enkele werken. In 1855 werd hij lid van de Académie française.

## Werken
- Souvenirs (4 dln., Parijs 1885-1888); Ecrits et discours (3 dln., Parijs 1863); Le Libre Echange et limpt (Parijs 1879); Vues sur le gouvernement de la France (Parijs 1861, geconfisqueerd door het Franse keizerlijke regime, het kon pas jaren later opnieuw verschijnen).

Zijn vrouw, Albertine de Broglie, geb. De Staël von Holstein (1797-1839) schreef Fragments sur divers sujets de religion et de morale (1840).